# Silluvia sinica
Silluvia sinica är en skalbaggsart som beskrevs av Zdzisława Stebnicka 1977. Silluvia sinica ingår i släktet Silluvia och familjen Aegialiidae. Inga underarter finns listade i Catalogue of Life.